# St. Petersburg Open 2019
St. Petersburg Open 2019 byl tenisový turnaj pořádaný jako součást mužského okruhu ATP Tour, který se hrál v aréně Sibur na dvorcích s tvrdým povrchem Portable Rebound Ace. Probíhal mezi 16. až 22. zářím 2019 v severoruském Petrohradu jako dvacátý čtvrtý ročník turnaje.
Turnaj s rozpočtem 1 248 665 dolarů patřil do kategorie ATP Tour 250. Nejvýše nasazeným hráčem ve dvouhře se stal čtvrtý tenista světa Daniil Medveděv. Jako poslední přímý účastník do hlavní singlové soutěže nastoupil 88. hráč žebříčku ze Srbska Janko Tipsarević.
Šestý singlový titul na okruhu ATP Tour vybojoval 23letý Daniil Medveděv. St. Petersburg Open vyhrál jako první ruský hráč od triumfu Michaila Južného v roce 2004. Čtyřhru ovládla indicko-slovenská dvojice Divij Šaran a Igor Zelenay, jejíž členové odehráli první společný turnaj.

## Rozdělení bodů a finančních odměn

### Rozdělení bodů
| Soutěž  | vítězové | finalisté | semifinalisté | čtvrtfinalisté | 16 v kole | 32 v kole | Q  | Q2 | Q1 |
| ------- | -------- | --------- | ------------- | -------------- | --------- | --------- | -- | -- | -- |
| dvouhra | 250      | 150       | 90            | 45             | 20        | 0         | 12 | 6  | 0  |
| čtyřhra | 250      | 150       | 90            | 45             | 0         | —         | —  | —  | —  |

### Finanční odměny
| Soutěž                              | vítězové  | finalisté | semifinalisté | čtvrtfinalisté | 16 v kole | 32 v kole | Q2      | Q1      |
| ----------------------------------- | --------- | --------- | ------------- | -------------- | --------- | --------- | ------- | ------- |
| dvouhra                             | 203 410 $ | 109 990 $ | 60 740 $      | 34 520 $       | 19 845 $  | 11 890 $  | 5 750 $ | 2 875 $ |
| čtyřhra                             | 66 740 $  | 34 200 $  | 18 540 $      | 10 600 $       | 6 210 $   | —         | —       | —       |
| částka ve čtyřhře je uvedena na pár |           |           |               |                |           |           |         |         |

## Dvouhra

### Nasazení hráčů
| Země                        | Hráč              | ATP | Nasazení |
| --------------------------- | ----------------- | --- | -------- |
| Rusko                       | Daniil Medveděv   | 4.  | 1.       |
| Rusko                       | Karen Chačanov    | 9.  | 2.       |
| Itálie                      | Matteo Berrettini | 13. | 3.       |
| Chorvatsko                  | Borna Ćorić       | 15. | 4.       |
| Rusko                       | Andrej Rubljov    | 37. | 5.       |
| Kazachstán                  | Michail Kukuškin  | 56. | 6.       |
| Francie                     | Adrian Mannarino  | 59. | 7.       |
| Norsko                      | Casper Ruud       | 60. | 8.       |
| Žebříček ATP k 9. září 2019 |                   |     |          |

### Jiné formy účasti na turnaji
Následující hráči obdrželi divokou kartu do hlavní soutěže:
- Jevgenij Donskoj
- Dudi Sela
- Jannik Sinner

Následující hráči nastoupili do hlavní soutěže pod žebříčkovou ochranou:
- Jozef Kovalík
- Janko Tipsarević

Následující hráči postoupili z kvalifikace:
- Jegor Gerasimov
- Ilja Ivaška
- Lukáš Rosol
- Alexej Vatutin

Následující hráči postoupili z kvalifikace jako tzv. šťastní poražení:
- Damir Džumhur
- Matteo Viola

### Odhlášení
Před začátkem turnaje
- Tomáš Berdych → nahradil jej  Damir Džumhur
- Laslo Djere → nahradil jej  Matteo Viola
- Miomir Kecmanović → nahradil jej  Jozef Kovalík
- Corentin Moutet → nahradil jej  Janko Tipsarević
- Stan Wawrinka → nahradil jej  Salvatore Caruso

### Skrečování
- Márton Fucsovics
- Janko Tipsarević

## Čtyřhra

### Nasazení párů
| Země                                                                   | Hráč              | Země       | Hráč             | ATP  | Nasazení |
| ---------------------------------------------------------------------- | ----------------- | ---------- | ---------------- | ---- | -------- |
| Chorvatsko                                                             | Nikola Mektić     | Chorvatsko | Franko Škugor    | 50.  | 1.       |
| Belgie                                                                 | Sander Gillé      | Belgie     | Joran Vliegen    | 94.  | 2.       |
| Česko                                                                  | Roman Jebavý      | Rakousko   | Philipp Oswald   | 106. | 3.       |
| Brazílie                                                               | Marcelo Demoliner | Nizozemsko | Matwé Middelkoop | 114. | 4.       |
| Žebříček ATP k 9. září 2019; číslo je součtem umístění obou členů páru |                   |            |                  |      |          |

### Jiné formy účasti
Následující páry obdržely divokou kartu do hlavní soutěže:
- Jevgenij Donskoj /  Konstantin Kravčuk
- Jevgenij Karlovskij /  Andrej Rubljov

## Přehled finále

### Mužská dvouhra
- Daniil Medveděv vs.  Borna Ćorić, 6–3, 6–1

### Mužská čtyřhra
- Divij Šaran /  Igor Zelenay vs.  Matteo Berrettini /  Simone Bolelli, 6–3, 3–6, [10–8]